# Rita Crockett
Rita Louise Crockett (* 2. November 1957 in San Antonio, Texas) ist eine ehemalige US-amerikanische Volleyball- und Beachvolleyballspielerin.

## Karriere
Crockett spielte in den 1970er Jahren Volleyball bei den Houston Cougars. Seit 1978 kam die Außenangreiferin in der US-amerikanischen Nationalmannschaft zum Einsatz. Wegen des Boykotts der USA konnte Crockett 1980 nicht an den Olympischen Spielen in Moskau teilnehmen. 1982 wurde sie mit der Nationalmannschaft Dritte bei der Weltmeisterschaft in Peru und 1983 Zweite bei den Panamerikanischen Spielen in Caracas. 1984 gewann Crockett („The Rocket“) mit dem US-Team bei den Olympischen Spielen in Los Angeles die Silbermedaille.
Von 1982 bis 1998 spielte Crockett weltweit für verschiedene Vereine. Von 1982 bis 1986 war sie in Japan bei Daiei Kōbe aktiv und wurde hier 1986 japanische Meisterin. 1987 und 1988 spielte sie in der professionellen US-amerikanischen „Major League“ für die Long Beach State University. Danach ging sie nach Italien, zunächst zu Pescopagano Matera und ab 1991 zu Unibit bzw. Fincres Rom, wo sie 1993 den CEV-Pokal gewann. Danach war sie fünf Jahre beim RTV 1879 Basel aktiv, mit dem sie zweimal Schweizer Meisterin wurde und dreimal den Schweizer Pokal gewann.
Parallel hierzu spielte Crockett von 1989 bis 1994 professionell Beachvolleyball auf der nationalen WPVA-Serie und war hier mit verschiedenen Partnerinnen erfolgreich. Mit Jackie Silva gewann sie 1989 die inoffizielle Weltmeisterschaft und wurde 1990 mit Angela Rock Vizeweltmeisterin.
Nach ihren aktiven Zeit war Crockett Volleyball-Trainerin, u. a. bei den FIU Panthers in Florida.
2011 wurde Crockett in die Hall of Fame des Volleyballs aufgenommen.